# Bait (film 2019)
Bait è un film del 2019 scritto e diretto da Mark Jenkin.

## Distribuzione
È stato presentato in anteprima mondiale al Festival internazionale del cinema di Berlino il 9 febbraio 2019. Il film è stato distribuito nelle sale cinematografiche del Regno Unito e in Irlanda il 30 agosto 2019.